# Yongkang (socken i Kina)
Yongkang (kinesiska: 永康, 永康水族乡) är en socken i Kina. Den ligger i provinsen Guizhou, i den sydvästra delen av landet, omkring 190 kilometer sydost om provinshuvudstaden Guiyang.